# سرعوفاوية
السرعوفاوية (الاسم العلمي: Mantini) هي قبيلة من الحشرات تتبع فصيلة السراعيف المصلية من رتبة السرعوفيات.

## نطاق الإنتشار
تنتشر أنواع القبيلة السرعوفاوية في قارات أفريقيا وأمريكا الشمالية وأوروبا وأستراليا وفي وجنوب شرق آسيا وشبه القارة الهندية.

## أجناس السرعوفاوية
- السرعوف المصلي